# FIA-Formel-E-Weltmeisterschaft 2020/21

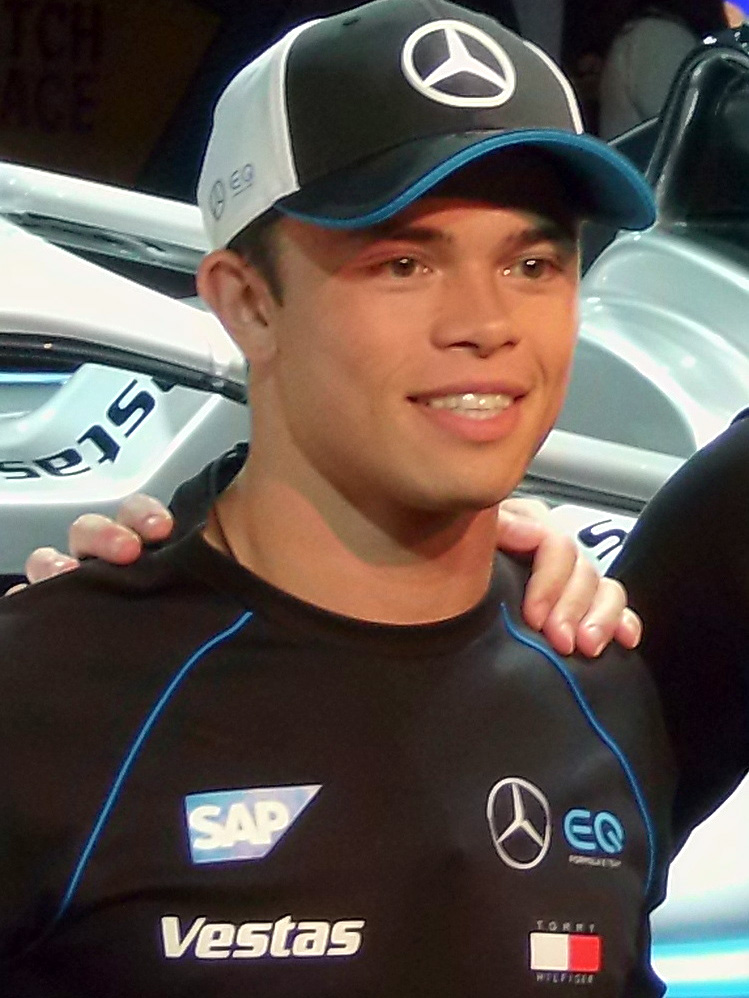
Der erste offizielle Formel-E-Weltmeister Nyck de Vries

Die FIA-Formel-E-Weltmeisterschaft 2020/21 war die siebte Saison der FIA-Formel-E-Weltmeisterschaft und die erste, die offiziell als Weltmeisterschaft ausgetragen wurde. Sie begann am 26. Februar 2021 in Diriyya und endete am 15. August 2021 in Berlin. Die Saison umfasste 15 Rennen.

## Änderungen 2020/21

### Rennen
Die Rennen in Marrakesch, Mexiko-Stadt und Santiago entfielen. Die wegen der COVID-19-Pandemie in der Vorsaison ausgefallenen Rennen in Monaco und Rom fanden hingegen wieder statt. Es entfielen zudem die in der Vorsaison geplanten, jedoch ebenfalls abgesagten Rennen in Jakarta und Paris. Außerdem standen Puebla und Valencia erstmals im Rennkalender.

### Technisches Reglement
Das Mindestgewicht der Fahrzeuge inkl. Fahrer erhöhte sich von 900 auf 903 kg. Erstmals musste dabei der Fahrer mit seiner Ausrüstung, dem Rennsitz und gegebenenfalls zusätzlichen Ballastgewichten, die an festgelegten Stellen im Fahrzeug montiert werden müssen, mindestens 80 Kilogramm wiegen.
Die bislang unlimitierte Höchstdrehzahl des Elektromotors wurde auf 100.000 min−1 festgelegt. Für jede Veranstaltung durfte zudem nur eine neue Software-Version der Fahrzeuge verwendet werden. Software-Updates während eines Rennwochenendes waren somit verboten.

### Sportliches Reglement
Die Teams durften anstatt 20 nun nur noch 17 Mitarbeiter mit zu den Rennen bringen, die an den Fahrzeugen arbeiteten. Außerdem wurde das Personal, das während eines Rennwochenendes am Teamsitz arbeitet und das Vorort-Personal unterstützt, auf maximal sechs Personen beschränkt.
Die Aktivierung des Attack-Modes am Ende einer Safety-Car-Phase, jedoch vor Überfahren der Ziellinie, wurde nun verboten. Da bis zur Ziellinie Überholverbot galt, war zuvor eine Aktivierung ohne Zeit- oder Positionsverlust möglich.
Nach dem Valencia E-Prix wurde die Regel für den Energieabzug in Folge einer Full-Course-Yellow- oder einer Safety-Car-Phase nach dem Anbruch der 40. Minute eines Rennens außer Kraft gesetzt.

### Reifen
Für Veranstaltungen mit einem Rennen standen pro Fahrzeug statt jeweils vier nur noch drei neue Vorder- und Hinterreifen zur Verfügung. Bei Veranstaltungen mit zwei Läufen durften jeweils vier neue Reifen pro Fahrzeug verwendet werden. Bislang durften für jeden der beiden Renntage vier neue Reifen verwendet werden.

### Teams
Beim Mercedes-EQ Formula E Team entfiel der Namenszusatz „Benz“ zwischen Mercedes und EQ.
Jaguar Racing änderte ebenfalls seinen Teamnamen, der Titelsponsor Panasonic entfiel. Auch bei Dragon / Penske Autosport änderte sich der Name, nachdem das Engagement von Titelsponsor Geox endete.
Audi Sport ABT Schaeffler bestritt seine letzte Saison in der FIA-Formel-E-Weltmeisterschaft, das Team stieg zum Saisonende aus der Rennserie aus.

### Fahrer
Sam Bird verließ Virgin Racing nach sechs Saisons und wechselte zu Jaguar Racing, wo er James Calado ersetzte. Sein Nachfolger wurde Nick Cassidy, der in der Meisterschaft debütierte.
Pascal Wehrlein wechselte von Mahindra Racing zu Porsche, wo er Nachfolger von Neel Jani wurde, der als Test- und Ersatzfahrer beim Team blieb. Jérôme D’Ambrosio, in der Vorsaison noch bei Mahindra aktiv, beendete seine Karriere als Rennfahrer und wurde stellvertretender Teamchef bei Venturi. Sein Nachfolger wurde Alexander Sims, der nach zwei Saisons bei BMW i Andretti Motorsport das Team wechselte. Sims wurde seinerseits durch Jake Dennis ersetzt, der in der FIA-Formel-E-Weltmeisterschaft debütierte.
Bei Venturi wurde der bisherige Ersatzfahrer Norman Nato zum Stammpiloten des Teams befördert. Er wurde Nachfolger von Felipe Massa, der seine Fahrerkarriere in der Formel E beendete. Tom Blomqvist wechselte von Jaguar zu NIO, wo er Nachfolger von Ma Qinghua und Daniel Abt wurde. Nachdem Nico Müller beim Wochenende des Puebla E-Prixs wegen des Saisonstarts der DTM verhindert war, übernahm Dragon-Ersatzfahrer Joel Eriksson zunächst nur für dieses Wochenende sein Cockpit. Im Vorfeld des New York City-E-Prixs gab Müller bekannt, dass er das Team wegen anderer Engagements, die sich terminlich nicht mit der Formel E vereinbaren ließen, verließ. Eriksson übernahm das Cockpit somit bis zum Ende der Saison.

## Teams und Fahrer
Alle Teams und Fahrer verwendeten das Einheits-Chassis Spark SRT_05e sowie Reifen von Michelin.
| Bild                                        | Team                             | Fahrzeug                        | Nr.         | Fahrer                 | Rennen |
| ------------------------------------------- | -------------------------------- | ------------------------------- | ----------- | ---------------------- | ------ |
| DS E-Tense FE21                             | DS Techeetah                     | DS E-Tense FE20 DS E-Tense FE21 | 13          | António Félix da Costa | 1–15   |
| DS E-Tense FE21                             | DS Techeetah                     | DS E-Tense FE20 DS E-Tense FE21 | 25          | Jean-Éric Vergne       | 1–15   |
| Nissan IM03                                 | Nissan e.dams                    | Nissan IM02 Nissan IM03         | 22          | Oliver Rowland         | 1–15   |
| Nissan IM03                                 | Nissan e.dams                    | Nissan IM02 Nissan IM03         | 23          | Sébastien Buemi        | 1–15   |
| Mercedes-EQ Silver Arrow 02                 | Mercedes-EQ Formula E Team       | Mercedes-EQ Silver Arrow 02     | 05          | Stoffel Vandoorne      | 1–15   |
| Mercedes-EQ Silver Arrow 02                 | Mercedes-EQ Formula E Team       | Mercedes-EQ Silver Arrow 02     | 17          | Nyck de Vries          | 1–15   |
| Audi e-tron FE07 von Envision Virgin Racing | Envision Virgin Racing           | Audi e-tron FE07                | 04          | Robin Frijns           | 1–15   |
| Audi e-tron FE07 von Envision Virgin Racing | Envision Virgin Racing           | Audi e-tron FE07                | 37          | Nick Cassidy           | 1–15   |
| BMW iFE.21                                  | BMW i Andretti Motorsport        | BMW iFE.21                      | 27          | Jake Dennis            | 1–15   |
| BMW iFE.21                                  | BMW i Andretti Motorsport        | BMW iFE.21                      | 28          | Maximilian Günther     | 1–15   |
| Audi e-tron FE07                            | Audi Sport ABT Schaeffler        | Audi e-tron FE07                | 11          | Lucas di Grassi        | 1–15   |
| Audi e-tron FE07                            | Audi Sport ABT Schaeffler        | Audi e-tron FE07                | 33          | René Rast              | 1–15   |
| Jaguar I-Type 5                             | Jaguar Racing                    | Jaguar I-Type 5                 | 10          | Sam Bird               | 1–15   |
| Jaguar I-Type 5                             | Jaguar Racing                    | Jaguar I-Type 5                 | 20          | Mitch Evans            | 1–15   |
| Porsche 99X                                 | TAG Heuer Porsche Formula E Team | Porsche 99X Electric            | 36          | André Lotterer         | 1–15   |
| Porsche 99X                                 | TAG Heuer Porsche Formula E Team | Porsche 99X Electric            | 99          | Pascal Wehrlein        | 1–15   |
| Mahindra M7Electro                          | Mahindra Racing                  | Mahindra M7Electro              | 29          | Alexander Sims         | 1–15   |
| Mahindra M7Electro                          | Mahindra Racing                  | Mahindra M7Electro              | 94          | Alex Lynn              | 1–15   |
|                                             | ROKiT Venturi Racing             | Mercedes-EQ Silver Arrow 02     | 48          | Edoardo Mortara        | 1–15   |
| 71                                          | ROKiT Venturi Racing             | Mercedes-EQ Silver Arrow 02     | Norman Nato | 1–15                   |        |
| Penske EV-5                                 | Dragon / Penske Autosport        | Penske EV-4 Penske EV-5         | 06          | Nico Müller            | 1–7    |
| Penske EV-5                                 | Dragon / Penske Autosport        | Penske EV-4 Penske EV-5         | 06          | Joel Eriksson          | 8–15   |
| Penske EV-5                                 | Dragon / Penske Autosport        | Penske EV-4 Penske EV-5         | 07          | Sérgio Sette Câmara    | 1–15   |
| NIO 333 001                                 | NIO 333 FE Team                  | NIO 333 001                     | 08          | Oliver Turvey          | 1–15   |
| NIO 333 001                                 | NIO 333 FE Team                  | NIO 333 001                     | 88          | Tom Blomqvist          | 1–15   |

Anmerkungen
1. ↑  Obwohl Porsche mit einem neu entwickelten Antriebsstrang antritt, entschied sich das Team anders als sämtliche Konkurrenten dazu, weiterhin die bereits in der Vorsaison verwendete Fahrzeugbezeichnung 99X Electric zu nutzen.

## Rennkalender
2020/21 sollten vierzehn Rennen in zwölf Städten ausgetragen werden. Am 19. Juni 2020 veröffentlichte die FIA den Rennkalender, bei dem jedoch ein Austragungsort fehlte.
Am 21. Oktober 2020 gab die Rennserie bekannt, den Saisonauftakt in Santiago aus Double-Header auszutragen und die beiden Rennen in Mexiko-Stadt und Sanya wegen der COVID-19-Pandemie zu verschieben. Der Double-Header in Diriyya wurde dabei als Nachtrennen unter Flutlicht ausgetragen. Am 22. Dezember 2020 verschob die Formel E auch die Rennen in Chile aufgrund des Einreisestopps für Personen aus dem Vereinigten Königreich wegen des Funds einer neuen Virus-Mutation. Ende Januar 2021 wurde das Rennen in Paris abgesagt und durch ein Rennen in Valencia am selben Datum ersetzt. Das Rennen in Seoul wurde auf ein noch unbekanntes Datum verschoben. Die Rennen in Santiago fanden nun am 5. und 6. Juni statt.
Am 27. März gab die Rennserie bekannt, die Rennen in Rom und Valencia als Double-Header auszutragen. Am 22. April wurde der finale Rennkalender veröffentlicht: Die Rennen in Marrakesch und Santiago wurden gestrichen. Stattdessen waren weitere Double-Header in Puebla, New York City, London und Berlin geplant, womit die Saison auf 15 Rennen ausgedehnt wurde.
| Nr. | Datum       | Veranstaltung (Rennstrecke)          | Erster                                         | Zweiter                                           | Dritter                                            | Pole-Position                                      | Schnellste Runde                               | Gesamtführung                              | Gesamtführung              |
| Nr. | Datum       | Veranstaltung (Rennstrecke)          | Erster                                         | Zweiter                                           | Dritter                                            | Pole-Position                                      | Schnellste Runde                               | Fahrer                                     | Team                       |
| --- | ----------- | ------------------------------------ | ---------------------------------------------- | ------------------------------------------------- | -------------------------------------------------- | -------------------------------------------------- | ---------------------------------------------- | ------------------------------------------ | -------------------------- |
| 01. | 26. Februar | Diriyya E-Prix (Diriyya)             | Nyck de Vries (Mercedes-EQ Formula E Team)     | Edoardo Mortara (ROKiT Venturi Racing)            | Mitch Evans (Jaguar Racing)                        | Nyck de Vries (Mercedes-EQ Formula E Team)         | Stoffel Vandoorne (Mercedes-EQ Formula E Team) | Nyck de Vries (Mercedes-EQ Formula E Team) | Mercedes-EQ Formula E Team |
| 02. | 27. Februar | Diriyya E-Prix (Diriyya)             | Sam Bird (Jaguar Racing)                       | Robin Frijns (Envision Virgin Racing)             | António Félix da Costa (DS Techeetah)              | Robin Frijns (Envision Virgin Racing)              | Nyck de Vries (Mercedes-EQ Formula E Team)     | Nyck de Vries (Mercedes-EQ Formula E Team) | Jaguar Racing              |
| 03. | 10. April   | Rom E-Prix (Rom)                     | Jean-Éric Vergne (DS Techeetah)                | Sam Bird (Jaguar Racing)                          | Mitch Evans (Jaguar Racing)                        | Stoffel Vandoorne (Mercedes-EQ Formula E Team)     | Mitch Evans (Jaguar Racing)                    | Sam Bird (Jaguar Racing)                   | Jaguar Racing              |
| 04. | 11. April   | Rom E-Prix (Rom)                     | Stoffel Vandoorne (Mercedes-EQ Formula E Team) | Alexander Sims (Mahindra Racing)                  | Pascal Wehrlein (TAG Heuer Porsche Formula E Team) | Nick Cassidy (Envision Virgin Racing)              | Nyck de Vries (Mercedes-EQ Formula E Team)     | Sam Bird (Jaguar Racing)                   | Jaguar Racing              |
| 05. | 24. April   | Valencia E-Prix (Valencia)           | Nyck de Vries (Mercedes-EQ Formula E Team)     | Nico Müller (Dragon / Penske Autosport)           | Stoffel Vandoorne (Mercedes-EQ Formula E Team)     | António Félix da Costa (DS Techeetah)              | Robin Frijns (Envision Virgin Racing)          | Nyck de Vries (Mercedes-EQ Formula E Team) | Mercedes-EQ Formula E Team |
| 06. | 25. April   | Valencia E-Prix (Valencia)           | Jake Dennis (BMW i Andretti Motorsport)        | André Lotterer (TAG Heuer Porsche Formula E Team) | Alex Lynn (Mahindra Racing)                        | Jake Dennis (BMW i Andretti Motorsport)            | Alexander Sims (Mahindra Racing)               | Nyck de Vries (Mercedes-EQ Formula E Team) | Mercedes-EQ Formula E Team |
| 07. | 8. Mai      | Monaco E-Prix (Monaco)               | António Félix da Costa (DS Techeetah)          | Robin Frijns (Envision Virgin Racing)             | Mitch Evans (Jaguar Racing)                        | António Félix da Costa (DS Techeetah)              | Stoffel Vandoorne (Mercedes-EQ Formula E Team) | Robin Frijns (Envision Virgin Racing)      | Mercedes-EQ Formula E Team |
| 08. | 19. Juni    | Puebla E-Prix (Puebla)               | Lucas di Grassi (Audi Sport ABT Schaeffler)    | René Rast (Audi Sport ABT Schaeffler)             | Edoardo Mortara (ROKiT Venturi Racing)             | Pascal Wehrlein (TAG Heuer Porsche Formula E Team) | Oliver Rowland (Nissan e.dams)                 | Robin Frijns (Envision Virgin Racing)      | Mercedes-EQ Formula E Team |
| 09. | 20. Juni    | Puebla E-Prix (Puebla)               | Edoardo Mortara (ROKiT Venturi Racing)         | Nick Cassidy (Envision Virgin Racing)             | Oliver Rowland (Nissan e.dams)                     | Oliver Rowland (Nissan e.dams)                     | René Rast (Audi Sport ABT Schaeffler)          | Edoardo Mortara (ROKiT Venturi Racing)     | Mercedes-EQ Formula E Team |
| 10. | 10. Juli    | New York City E-Prix (New York City) | Maximilian Günther (BMW i Andretti Motorsport) | Jean-Éric Vergne (DS Techeetah)                   | Lucas di Grassi (Audi Sport ABT Schaeffler)        | Nick Cassidy (Envision Virgin Racing)              | Norman Nato (ROKiT Venturi Racing)             | Edoardo Mortara (ROKiT Venturi Racing)     | DS Techeetah               |
| 11. | 11. Juli    | New York City E-Prix (New York City) | Sam Bird (Jaguar Racing)                       | Nick Cassidy (Envision Virgin Racing)             | António Félix da Costa (DS Techeetah)              | Sam Bird (Jaguar Racing)                           | Mitch Evans (Jaguar Racing)                    | Sam Bird (Jaguar Racing)                   | Envision Virgin Racing     |
| 12. | 24. Juli    | London E-Prix (London)               | Jake Dennis (BMW i Andretti Motorsport)        | Nyck de Vries (Mercedes-EQ Formula E Team)        | Alex Lynn (Mahindra Racing)                        | Alex Lynn (Mahindra Racing)                        | Mitch Evans (Jaguar Racing)                    | Sam Bird (Jaguar Racing)                   | DS Techeetah               |
| 13. | 25. Juli    | London E-Prix (London)               | Alex Lynn (Mahindra Racing)                    | Nyck de Vries (Mercedes-EQ Formula E Team)        | Mitch Evans (Jaguar Racing)                        | Stoffel Vandoorne (Mercedes-EQ Formula E Team)     | Robin Frijns (Envision Virgin Racing)          | Nyck de Vries (Mercedes-EQ Formula E Team) | Envision Virgin Racing     |
| 14. | 14. August  | Berlin E-Prix (Berlin)               | Lucas di Grassi (Audi Sport ABT Schaeffler)    | Edoardo Mortara (ROKiT Venturi Racing)            | Mitch Evans (Jaguar Racing)                        | Jean-Éric Vergne (DS Techeetah)                    | René Rast (Audi Sport ABT Schaeffler)          | Nyck de Vries (Mercedes-EQ Formula E Team) | Envision Virgin Racing     |
| 15. | 15. August  | Berlin E-Prix (Berlin)               | Norman Nato (ROKiT Venturi Racing)             | Oliver Rowland (Nissan e.dams)                    | Stoffel Vandoorne (Mercedes-EQ Formula E Team)     | Stoffel Vandoorne (Mercedes-EQ Formula E Team)     | Lucas di Grassi (Audi Sport ABT Schaeffler)    | Nyck de Vries (Mercedes-EQ Formula E Team) | Mercedes-EQ Formula E Team |

Anmerkungen
1. ↑  Stoffel Vandoorne fuhr die schnellste Runde beim ersten Rennen des Diriyya E-Prixs. Da er dabei jedoch den Fanboost verwendete, zählte diese Runde nicht für den Bonuspunkt für die schnellste Runde, den stattdessen René Rast erhielt.
2. ↑  Nyck de Vries fuhr die schnellste Runde beim zweiten Rennen des Rom E-Prixs. Da er jedoch nicht innerhalb der ersten Zehn ins Ziel kam, erhielt Stoffel Vandoorne den Bonuspunkt für die schnellste Runde.
3. ↑  Alexander Sims fuhr die schnellste Runde beim zweiten Rennen des Valencia E-Prixs. Da er jedoch nicht innerhalb der ersten Zehn ins Ziel kam, erhielt Alex Lynn den Bonuspunkt für die schnellste Runde.
4. ↑  Stoffel Vandoorne fuhr die schnellste Runde beim Rennen des Monaco E-Prixs. Da er jedoch nicht innerhalb der ersten Zehn ins Ziel kam, erhielt Jean-Éric Vergne den Bonuspunkt für die schnellste Runde.
5. ↑  Oliver Rowland fuhr die schnellste Runde beim ersten Rennen des Puebla E-Prixs. Da er jedoch nicht innerhalb der ersten Zehn ins Ziel kam, erhielt René Rast den Bonuspunkt für die schnellste Runde.
6. ↑  Norman Nato fuhr die schnellste Runde beim ersten Rennen des New York City E-Prixs. Da er jedoch nicht innerhalb der ersten Zehn ins Ziel kam, erhielt Sam Bird den Bonuspunkt für die schnellste Runde.
7. ↑  Mitch Evans fuhr die schnellste Runde beim zweiten Rennen des New York City E-Prixs. Da er jedoch nicht innerhalb der ersten Zehn ins Ziel kam, erhielt António Félix da Costa den Bonuspunkt für die schnellste Runde.
8. ↑  Mitch Evans fuhr die schnellste Runde beim ersten Rennen des London E-Prixs. Da er jedoch nicht innerhalb der ersten Zehn ins Ziel kam, erhielt René Rast den Bonuspunkt für die schnellste Runde.
9. ↑  Lucas di Grassi fuhr die schnellste Runde beim zweiten Rennen des Berlin E-Prixs. Da er jedoch nicht innerhalb der ersten Zehn ins Ziel kam, erhielt René Rast den Bonuspunkt für die schnellste Runde.

## Wertung
Die zehn erstplatzierten Fahrer jedes Rennens erhielten Punkte nach folgendem Schema:
| Platz  | 1  | 2  | 3  | 4  | 5  | 6 | 7 | 8 | 9 | 10 |   | QG | PP | SR |
| Punkte | 25 | 18 | 15 | 12 | 10 | 8 | 6 | 4 | 2 | 1  | 1 | 3  | 1  |    |

1. ↑  Schnellste Runde nach der Gruppenphase des Qualifyings

### Fahrerwertung
| Pos. | Fahrer            | DIR  | DIR  | ROM   | ROM   | VAL   | VAL   | MON   | PUE   | PUE   | NYC   | NYC  | LON  | LON   | BER   | BER   | Punkte |
| ---- | ----------------- | ---- | ---- | ----- | ----- | ----- | ----- | ----- | ----- | ----- | ----- | ---- | ---- | ----- | ----- | ----- | ------ |
| 01   | N. de Vries       | °1°  | °9°  | °DNF° | °DNF° | 1     | °16°  | °DNF° | °9°   | °DNF° | °13°  | °18° | °2°  | °2°   | °22°  | °8°   | 99     |
| 02   | E. Mortara        | 2    | DNS  | DNF   | 4     | DNF   | 9     | 12    | 3     | 1     | 14    | 17   | 8    | 11    | 2     | DNF   | 92     |
| 03   | J. Dennis         | °12° | DNF  | DNF   | 13    | 8     | 1     | 16    | 5     | 5     | DNF   | 16   | 1    | 9     | °5    | DNF   | 91     |
| 04   | M. Evans          | 3    | DNF  | 3     | 6     | DNF   | 15    | 3     | 8     | 9     | DNF   | 13   | 14   | 3     | 3     | °DNF° | 90     |
| 05   | R. Frijns         | 17   | 2    | 4     | 18    | 6     | 19    | 2     | 16    | 11    | 5     | 8    | 13   | 4     | 15    | 12    | 89     |
| 06   | S. Bird           | DNF  | 1    | °2°   | °DNF° | °DSQ° | 14    | °7°   | °DNF° | 12    | °9°   | °1°  | DNF  | DNF   | °DNF° | 7     | 87     |
| 07   | L. di Grassi      | °9°  | °8°  | DNF   | DNF   | °7°   | °10°  | 10    | °1°   | °18°  | 3     | °14° | 6    | DSQ   | 1     | °20°  | 87     |
| 08   | A. Félix da Costa | °11° | °3°  | °DNF° | °7°   | °DSQ° | °22°  | °1°   | °6°   | °DNF° | °12°  | °3°  | °8°  | °DNF° | 7     | °DNF° | 86     |
| 09   | S. Vandoorne      | °8°  | °13° | °DNF° | °1°   | °3°   | °DNF° | °DNF° | °7°   | °13°  | °DNF° | °12° | °7°  | °15°  | °12°  | °3°   | 82     |
| 10   | J. Vergne         | 15   | 12   | 1     | 11    | 9     | 7     | °4°   | DNF   | 8     | °2°   | DNF  | °12° | 12    | 6     | 11    | 80     |
| 11   | P. Wehrlein       | 5    | 10   | 7     | °3°   | DNF   | 18    | DNF   | DSQ   | °4°   | DNF   | 4    | 10   | 5     | 21    | 6     | 79     |
| 12   | A. Lynn           | DNF  | DNF  | 8     | 17    | DSQ   | 3     | 9     | 10    | 6     | 11    | 9    | 3    | °1°   | °20°  | 13    | 78     |
| 13   | R. Rast           | 4    | 17   | 6     | DNF   | 5     | 6     | DNF   | 2     | 10    | 10    | 20   | 5    | DNF   | 9     | 9     | 78     |
| 14   | O. Rowland        | 6    | 7    | 12    | 16    | DSQ   | 4     | 6     | DSQ   | 3     | 7     | 19   | DSQ  | 18    | 13    | 2     | 77     |
| 15   | N. Cassidy        | 19   | 14   | 15    | DNF   | °4°   | °13°  | 8     | DNF   | 2     | 4     | 2    | 11   | 7     | 14    | 17    | 76     |
| 16   | M. Günther        | DNF  | DNF  | 9     | 5     | DNF   | 12    | 5     | 12    | 7     | 1     | 10   | 18   | 6     | 8     | 15    | 66     |
| 17   | A. Lotterer       | 16   | 11   | 14    | 15    | DNF   | 2     | 17    | DSQ   | 17    | 8     | 5    | 4    | 17    | 10    | 4     | 58     |
| 18   | N. Nato           | 14   | 16   | 11    | DSQ   | DNF   | 5     | 13    | 14    | DNF   | 15    | 7    | NC   | DNF   | 4     | 1     | 54     |
| 19   | A. Sims           | 7    | 15   | DNF   | 2     | DSQ   | 23    | DNF   | 4     | DNF   | DNF   | 6    | DNF  | 16    | °17°  | 5     | 54     |
| 20   | N. Müller         | 21   | 5    | 13    | 9     | 2     | 20    | 18    |       |       |       |      |      |       |       |       | 30     |
| 21   | S. Buemi          | 13   | DNF  | 5     | 10    | DNF   | 11    | 11    | DSQ   | 14    | 6     | 15   | DSQ  | 13    | 11    | 14    | 20     |
| 22   | S. Sette Câmara   | 20   | °4°  | °16°  | 12    | DNF   | 21    | 15    | 15    | 16    | 18    | 11   | 17   | 8     | 18    | 18    | 16     |
| 23   | O. Turvey         | 10   | 6    | DNS   | 14    | NC    | 8     | 19    | 11    | DNF   | DNF   | DNF  | 15   | 14    | 19    | 19    | 13     |
| 24   | T. Blomqvist      | 18   | 18   | 10    | 8     | NC    | 17    | 14    | 13    | DNF   | 16    | 21   | NC   | 19    | NC    | 10    | 6      |
| 25   | J. Eriksson       |      |      |       |       |       |       |       | 17    | 15    | 17    | 22   | 16   | 10    | 16    | 16    | 1      |

### Teamwertung
| Pos. | Team                                     | Nr. | DIR  | DIR  | ROM   | ROM   | VAL   | VAL   | MON   | PUE   | PUE   | NYC   | NYC  | LON  | LON   | BER   | BER   | Punkte |
| ---- | ---------------------------------------- | --- | ---- | ---- | ----- | ----- | ----- | ----- | ----- | ----- | ----- | ----- | ---- | ---- | ----- | ----- | ----- | ------ |
| 01   | Mercedes-EQ Formula E Team               | 05  | °8°  | °13° | °DNF° | °1°   | °3°   | °DNF° | °DNF° | °7°   | °13°  | °DNF° | °12° | °7°  | °15°  | °12°  | °3°   | 183    |
| 01   | Mercedes-EQ Formula E Team               | 17  | °1°  | °9°  | °DNF° | °DNF° | 1     | °16°  | °DNF° | °9°   | °DNF° | °13°  | °18° | °2°  | °2°   | °22°  | °8°   | 183    |
| 02   | Jaguar Racing                            | 10  | DNF  | 1    | °2°   | °DNF° | °DSQ° | 14    | °7°   | °DNF° | 12    | °9°   | °1°  | DNF  | DNF   | °DNF° | 7     | 172    |
| 02   | Jaguar Racing                            | 20  | 3    | DNF  | 3     | 6     | DNF   | 15    | 3     | 8     | 9     | DNF   | 13   | 14   | 3     | 3     | °DNF° | 172    |
| 03   | DS Techeetah                             | 13  | °11° | °3°  | °DNF° | °7°   | °DSQ° | °22°  | °1°   | °6°   | °DNF° | °12°  | °3°  | °8°  | °DNF° | 7     | °DNF° | 170    |
| 03   | DS Techeetah                             | 25  | 15   | 12   | 1     | 11    | 9     | 7     | °4°   | DNF   | 8     | °2°   | DNF  | °12° | 12    | 6     | 11    | 170    |
| 04   | Audi Sport ABT Schaeffler Formula E Team | 11  | °9°  | °8°  | DNF   | DNF   | °7°   | °10°  | 10    | °1°   | °18°  | 3     | °14° | 6    | DSQ   | 1     | °20°  | 165    |
| 04   | Audi Sport ABT Schaeffler Formula E Team | 33  | 4    | 17   | 6     | DNF   | 5     | 6     | DNF   | 2     | 10    | 10    | 20   | 5    | DNF   | 9     | 9     | 165    |
| 05   | Envision Virgin Racing                   | 04  | 17   | 2    | 4     | 18    | 6     | 19    | 2     | 16    | 11    | 5     | 8    | 13   | 4     | 15    | 12    | 165    |
| 05   | Envision Virgin Racing                   | 37  | 19   | 14   | 15    | DNF   | °4°   | °13°  | 8     | DNF   | 2     | 4     | 2    | 11   | 7     | 14    | 17    | 165    |
| 06   | BMW i Andretti Motorsport                | 27  | °12° | DNF  | DNF   | 13    | 8     | 1     | 16    | 5     | 5     | DNF   | 16   | 1    | 9     | 5     | DNF   | 157    |
| 06   | BMW i Andretti Motorsport                | 28  | DNF  | DNF  | 9     | 5     | DNF   | 12    | 5     | 12    | 7     | 1     | 10   | 18   | 6     | 8     | 15    | 157    |
| 07   | ROKiT Venturi Racing                     | 48  | 2    | DNS  | DNF   | 4     | DNF   | 9     | 12    | 3     | 1     | 14    | 17   | 8    | 11    | 2     | DNF   | 146    |
| 07   | ROKiT Venturi Racing                     | 71  | 14   | 16   | 11    | DSQ   | DNF   | 5     | 13    | 14    | DNF   | 15    | 7    | NC   | DNF   | 4     | 1     | 146    |
| 08   | TAG Heuer Porsche Formula E Team         | 36  | 16   | 11   | 14    | 15    | DNF   | 2     | 17    | DSQ   | 17    | 8     | 5    | 4    | 17    | 10    | 4     | 137    |
| 08   | TAG Heuer Porsche Formula E Team         | 99  | 5    | 10   | 7     | °3°   | DNF   | 18    | DNF   | DSQ   | °4°   | DNF   | 4    | 10   | 5     | 21    | 6     | 137    |
| 09   | Mahindra Racing                          | 29  | 7    | 15   | DNF   | 2     | DSQ   | 23    | DNF   | 4     | DNF   | DNF   | 6    | DNF  | 16    | °17°  | 5     | 132    |
| 09   | Mahindra Racing                          | 94  | DNF  | DNF  | 8     | 17    | DSQ   | 3     | 9     | 10    | 6     | 11    | 9    | 3    | °1°   | °20°  | 13    | 132    |
| 10   | Nissan e.dams                            | 22  | 6    | 7    | 12    | 16    | DSQ   | 4     | 6     | DSQ   | 3     | 7     | 19   | DSQ  | 18    | 13    | 2     | 97     |
| 10   | Nissan e.dams                            | 23  | 13   | DNF  | 5     | 10    | DNF   | 11    | 11    | DSQ   | 14    | 6     | 15   | DSQ  | 13    | 11    | 14    | 97     |
| 11   | Dragon / Penske Autosport                | 06  | 21   | 5    | 13    | 9     | 2     | 20    | 18    | 17    | 15    | 17    | 22   | 16   | 10    | 16    | 16    | 47     |
| 11   | Dragon / Penske Autosport                | 07  | 20   | °4°  | °16°  | 12    | DNF   | 21    | 15    | 15    | 16    | 18    | 11   | 17   | 8     | 18    | 18    | 47     |
| 12   | NIO 333 FE Team                          | 08  | 10   | 6    | DNS   | 14    | NC    | 8     | 19    | 11    | DNF   | DNF   | DNF  | 15   | 14    | 19    | 19    | 18     |
| 12   | NIO 333 FE Team                          | 88  | 18   | 18   | 10    | 8     | NC    | 17    | 14    | 13    | DNF   | 16    | 21   | NC   | 19    | NC    | 10    | 18     |

### Legende
| Legende                      | Legende       | Legende                                                                 |
| Farbe                        | Abkürzung     | Bedeutung                                                               |
| ---------------------------- | ------------- | ----------------------------------------------------------------------- |
| Gold                         | —             | Sieger                                                                  |
| Silber                       | —             | 2. Platz                                                                |
| Bronze                       | —             | 3. Platz                                                                |
| Grün                         | —             | Platzierung in den Punkten                                              |
| Blau                         | —             | Klassifiziert außerhalb der Punkteränge                                 |
| Violett                      | DNF           | Rennen nicht beendet                                                    |
| Violett                      | NC            | nicht klassifiziert                                                     |
| Rot                          | DNQ           | nicht qualifiziert                                                      |
| Schwarz                      | DSQ           | disqualifiziert                                                         |
| Weiß                         | DNS           | nicht am Start                                                          |
| Weiß                         | WD            | zurückgezogen                                                           |
| Weiß                         | C             | Rennen abgesagt                                                         |
| Blanko                       |               | nicht teilgenommen                                                      |
| Blanko                       | DNP           | gemeldet, aber nicht teilgenommen                                       |
| Blanko                       | INJ           | verletzt oder krank                                                     |
| Blanko                       | EX            | ausgeschlossen                                                          |
| sonstige Formate und Zeichen | P/fett        | Pole-Position                                                           |
| sonstige Formate und Zeichen | kursiv        | Schnellste Rennrunde (ab 2017/18: Schnellste Rennrunde der ersten Zehn) |
| sonstige Formate und Zeichen | unterstrichen | Führender in der Gesamtwertung                                          |
| sonstige Formate und Zeichen | °             | FanBoost                                                                |
| sonstige Formate und Zeichen | *             | nicht im Ziel, aufgrund der zurückgelegten Distanz aber gewertet        |
| sonstige Formate und Zeichen | ( )           | Streichresultat                                                         |

### Rennduelle
| Fahrer                           | :            | Fahrer              |
| DS Techeetah                     | DS Techeetah | DS Techeetah        |
| -------------------------------- | ------------ | ------------------- |
| António Félix da Costa           | 7:8          | Jean-Éric Vergne    |
| Nissan e.dams                    |              |                     |
| Oliver Rowland                   | 6:6          | Sébastien Buemi     |
| Mercedes-EQ Formula E Team       |              |                     |
| Stoffel Vandoorne                | 5:7          | Nyck de Vries       |
| Envision Virgin Racing           |              |                     |
| Robin Frijns                     | 8:7          | Nick Cassidy        |
| BMW i Andretti Motorsport        |              |                     |
| Jake Dennis                      | 7:7          | Maximilian Günther  |
| Audi Sport ABT Schaeffler        |              |                     |
| Lucas di Grassi                  | 6:7          | René Rast           |
| Jaguar Racing                    |              |                     |
| Sam Bird                         | 6:8          | Mitch Evans         |
| TAG Heuer Porsche Formula E Team |              |                     |
| André Lotterer                   | 6:7          | Pascal Wehrlein     |
| Mahindra Racing                  |              |                     |
| Alexander Sims                   | 7:7          | Alex Lynn           |
| ROKiT Venturi Racing             |              |                     |
| Edoardo Mortara                  | 9:5          | Norman Nato         |
| Dragon / Penske Autosport        |              |                     |
| Nico Müller                      | 4:3          | Sérgio Sette Câmara |
| Joel Eriksson                    | 5:3          | Sérgio Sette Câmara |
| NIO 333 FE Team                  |              |                     |
| Oliver Turvey                    | 6:6          | Tom Blomqvist       |

## Fernsehübertragung
Für Deutschland, Österreich und die Schweiz erwarb erstmals die ProSiebenSat.1 Media über ihre Tochtergesellschaft 7Sports die Übertragungsrechte aller Rennen der Formel-E-Weltmeisterschaft 2020/21. Im Rahmen der Sportmarke ran racing wurden sie exklusiv auf dem Free-TV-Sender Sat.1 sowie online auf der Website ran.de ausgestrahlt. Vor Ort berichtete Moderator Matthias Killing mit Experte Christian Danner, aus dem Studio Andrea Kaiser. Edgar Mielke war als Kommentator tätig, Daniel Abt begleitete als Co-Kommentator die Übertragungen.